# Ptychadena oxyrhynchus
Ptychadena oxyrhynchus é uma espécie de anfíbio da família Ranidae.
Pode ser encontrada nos seguintes países: Angola, Benin, Botswana, Camarões, República Centro-Africana, Chade, República do Congo, República Democrática do Congo, Costa do Marfim, Gâmbia, Gana, Guiné, Guiné-Bissau, Quénia, Malawi, Mali, Moçambique, Namíbia, Nigéria, Senegal, África do Sul, Suazilândia, Tanzânia, Togo, Uganda, Zâmbia, Zimbabwe, e possivelmente Burkina Faso, Burundi, Níger, Ruanda e Sudão.
Os seus habitats naturais são: florestas secas tropicais ou subtropicais, savanas áridas, savanas húmidas, matagal húmido tropical ou subtropical, pântanos, marismas intermitentes de água doce, terras aráveis, pastagens, jardins rurais, florestas secundárias altamente degradadas, canais e valas.